# Blagói Gueorguíev
Blagói Gueorguíev (Благой Георгиев en búlgaro) (21 de diciembre de 1981) es un exfutbolista búlgaro que jugaba como centrocampista.
En diciembre de 2017 anunció su retirada debido a la falta de motivación para seguir jugando.

## Clubes
| Club                      | País     | Año       |
| ------------------------- | -------- | --------- |
| Slavia Sofia              | Bulgaria | 1999-2006 |
| Deportivo Alavés (cedido) | España   | 2006      |
| Estrella Roja de Belgrado | Serbia   | 2006-2008 |
| MSV Duisburgo (cedido)    | Alemania | 2007-2008 |
| Slavia Sofia              | Bulgaria | 2008      |
| Terek Grozny              | Rusia    | 2009-2012 |
| FC Amkar Perm             | Rusia    | 2013-2014 |
| FC Rubin Kazán            | Rusia    | 2014-2016 |
| FC Orenburg               | Rusia    | 2016-2017 |

## Palmarés

### Títulos nacionales
| Título              | Club                      | País   | Año     |
| ------------------- | ------------------------- | ------ | ------- |
| Superliga de Serbia | Estrella Roja de Belgrado | Serbia | 2006-07 |
| Copa de Serbia      | Estrella Roja de Belgrado | Serbia | 2006-07 |